# Zyzomys maini
Il ratto delle rocce della Terra di Arnhem (Zyzomys maini  Kitchener, 1989) è un roditore della famiglia dei Muridi endemico dell'Australia.

## Descrizione
Roditore di piccole dimensioni, con la lunghezza della testa e del corpo tra 99 e 135 mm, la lunghezza della coda tra 116 e 130 mm, la lunghezza del piede tra 24,1 e 28,6 mm, la lunghezza delle orecchie tra 16,7 e 19,7 mm e un peso fino a 190 g.

Le parti superiori sono marrone chiaro, cosparse di peli nerastri e miste al giallo-rosa sulle guance. Le parti inferiori e il dorso delle zampe sono bianchi. La coda è circa uguale alla lunghezza della testa e del corpo, brunastra sopra, biancastra sotto, rigonfia alla base e più sottile e ricoperta finemente di peli verso la punta, dove è presente un piccolo ciuffo.

## Biologia

### Comportamento
È una specie terricola e notturna. Si rifugia nei crepacci.

### Alimentazione
Si nutre di semi e frutta degli alberi della foresta pluviale e di semi di erbacee. Trasporta la frutta dal guscio duro in posti sicuri dove successivamente la mangia, lasciando cumuli di bucce.

### Riproduzione
Le femmine danno alla luce 2-3 piccoli alla volta. Si riproduce durante tutto l'anno.

## Distribuzione e habitat
Questa specie è diffusa nella Terra di Arnhem e sul Monte Borradaile, nel Territorio del Nord.
Vive in aree rocciose coperte da boscaglie decidue.

## Conservazione
La IUCN Red List, considerato l'areale limitato, altamente frammentato ed il continuo declino nella qualità del proprio habitat, classifica Z.maini come specie prossima alla minaccia (Near Threatened).